# Barna Ignác (orvos)
Nyermeghi Barna Ignác (Nagykároly, 1822. február 2. – Budapest, 1894. november 23.) fogorvos, költő, tanár, a Magyar Tudományos Akadémia levelező tagja.

## Életpályája
1848-ban orvosdoktori képesítést szerzett a pesti egyetemen. Mint ezredorvos vett részt a szabadságharcban. Kossuth Zsuzsanna mellett a tábori kórházak megszervezésében, majd Bécsben (1852-től) és Budapesten (az 1860-as évek-ben folytatott kiterjedt fogorvosi gyakorlatot. 1865-ben magántanár a pesti egyetemen. Jelentékeny munkásságot fejtett ki a szépirodalom terén. Különösen mint a klasszikusok fordítója vált ismertté. Fordította Horatiust, Juvenalist, Vergiliust. Azonfelül értekezést írt a rómaiak szatíraíróiról. Két kötet költeménye és ugyancsak két kötet orvosi szakmunkája is megjelent.
A Farkasréti temetőben lévő sírja felszámolásra került.

## Művei
- Barna Ignác versei (Buda, 1846)
- Szerelemhangok (Pest, 1850)
- Fogászat (1871)
- A rómaiak satírájáról és a satíra íróikról : (székfoglaló), (Budapest, 1876)

## Műfordításai
- Horatius ódái és epódusai (1875)
- Vergilius: Aeneis (1890)